# Antrophyum ledermannii
Antrophyum ledermannii är en kantbräkenväxtart som beskrevs av Georg Hans Emmo Wolfgang Hieronymus. Antrophyum ledermannii ingår i släktet Antrophyum och familjen Pteridaceae. Inga underarter finns listade.